# James Young (basket-ball)
Pour les articles homonymes, voir James Young et Young.
James Young, né le 16 août 1995 à Flint dans le Michigan aux États-Unis, est un joueur américain de basket-ball. Il évolue au poste d'arrière.
Porté vers l’attaque, James Young possède des qualités athlétiques très au-dessus de la moyenne et est taillé pour le jeu NBA. Il doit se consacrer aux tâches défensives avec plus d’abnégation et travailler dur pour ne pas devenir un maillon faible dans ce domaine sur le terrain.

## Biographie

### Carrière universitaire
En 2013, il rejoint les Wildcats du Kentucky en NCAA. Il termine la saison deuxième meilleur marqueur de son équipe.
Le 17 avril 2014, il se présente à la draft 2014 de la NBA.

### Carrière professionnelle
James Young est drafté lors de la Draft 2014 de la NBA en 17e position par les Celtics de Boston.

#### Celtics de Boston (2014-2017)
Le 10 juillet 2014, il a signé son contrat avec les Celtics. Les blessures ont forcé Young à rater la NBA Summer League 2014, la plupart des camps d’entraînement et une partie de la première saison. En raison de ces revers, Young a passé une grande partie de la saison à faire des allers-retours entre Boston et le Maine, jouant pour les Red Claws du Maine afin d’obtenir un temps de jeu constant. Il a eu 11 affectations en D-League au total pendant sa saison rookie.  Jouer dans la D-League était quelque chose contre lequel Young était à l’origine, mais il a fini par aimer à temps, exhortant même les Celtics à l’envoyer dans le Maine pendant le mois de décembre. Young a finalement eu l’occasion de briller pour les Celtics le 5 janvier 2015, marquant un record de la saison de 13 points dans une défaite contre les Hornets de Charlotte.  À la lumière de cette performance, Young a eu un bon temps de jeu dans la rotation de Brad Stevens, avec une moyenne de 3,8 points en 12,9 minutes par match entre le 5 janvier et le 6 mars. Young n’a réussi que quatre autres apparitions pour clore la saison régulière, et n’a pas réussi à apparaître dans les quatre matchs éliminatoires des Celtics contre les Cavaliers de Cleveland. En 19 matchs pour les Red Claws en 2014-2015, Young a obtenu en moyenne 20,7 points, 5,2 rebonds, 2,0 passes et 1,4 interceptions par match.
En juillet 2015, Young participe avec les Celtics à la NBA Summer League 2015, où il a obtenu en moyenne 9,4 points et 3,4 rebonds en cinq matchs. Sa performance a été considérée comme décevante, puisqu’il n’a tiré que 27,1 % et 22,7 % sur trois points. Par la suite, il a joué le moins de minutes de pré-saison de tous ceux qui ont fait la dernière formation de la soirée d’ouverture 2015-2016. Malgré cela, le 30 octobre, les Celtics ont exercé leur option d’équipe de troisième année sur le contrat de l’échelle des recrues de Young, prolongeant le contrat jusqu’à la saison 2016-2017. Ses possibilités de début de saison 2015-2016 reflétaient sa saison recrue, puisqu’il a passé cinq jours avec les Red Claws entre le 3 et le 9 novembre sur deux affectations différentes avant de faire enfin ses débuts pour les Celtics le 10 novembre et de jouer dans les 49 dernières secondes de la victoire 99-83 de l’équipe contre les Bucks de Milwaukee. Il a reçu trois autres affectations dans le Maine par la suite. Après avoir joué en trois matchs pour les Celtics entre le 24 novembre et le 3 décembre, il a failli prendre l’avion de San Antonio au Maine le 4 décembre, mais on lui a dit de ne pas prendre quelques minutes avant l’embarquement. Young n’a finalement pas joué pour les Celtics contre les Spurs le 5 décembre. Il s’est présenté à sept des huit matchs suivants de l’équipe, soit 14,3 minutes en moyenne par match sur cette période. Young a reçu sept autres affectations aux Red Claws en 2016 et a participé à trois des six matchs de Playoffs 2016 des Celtics contre les Hawks d’Atlanta.
En 16 matchs pour les Red Claws en 2015-2016, Young a obtenu en moyenne 14,8 points, 5,6 rebonds, 1,9 aide et 1,0 vol par match.
En juillet 2016, Young a rejoint les Celtics pour la NBA Summer League 2016, où il a obtenu en moyenne 7,5 points et 2,8 rebonds en six matchs. Le 24 octobre 2016, Young a été retenu par les Celtics pour la saison 2016-2017. Le 12 novembre 2016, dans le neuvième match des Celtics de la saison, Young a marqué un record de 12 points dans une victoire de 105–99 contre les Indiana Pacers. Young n’a pas été affecté en 2016-2017, mais n’a réussi que 29 matchs en saison régulière.
A l'issue de la saison 201-2017, il n'est pas conservé par les Celtics et devient Free Agent. Il rejoint le roster des Pelicans de La Nouvelle-Orléans pour la NBA Summer League 2017. Le 6 septembre 2017, il rejoint le camp d'entraînement des Bucks de Milwaukee. Le 5 octobre 2017, il est coupé par les Bucks.

#### Herd du Wisconsin (2017-janvier 2018)
Le 22 octobre 2017, il rejoint le camp d'entraînement de la nouvelle équipe de D-League des Herd du Wisconsin, affiliée aux Bucks. Il est nommé dans le roster des Herd pour l'ouverture de la saison 2017-2018 de D-League. Durant son passage au Herd, il dispute 20 matches pour une moyenne par match de 19,1 points, 5,6 rebonds, 3 passes décisives et 1,4 interceptions.

#### 76ers de Philadelphie (janvier 2018-mars 2018)
Le 5 janvier 2018, il signe un two-way contrat avec les 76ers de Philadelphie. Durant le reste de la saison 2017-2018, il joue à la fois pour les 76ers et pour les 87ers du Delaware, l'équipe G-League affiliée aux 76ers. Le 26 mars 2018, il est coupé par les 76ers.

#### Herd du Wisconsin (2018-janvier 2019)
En octobre 2018, il retourne chez les Herd du Wisconsin. Le 18 janvier 2019, il est coupé par les Herd afin qu'ils puissent signer Andre Spight.

#### Maccabi Haïfa (2019-2020)
Le 8 août 2019, Young a signé un contrat d’un an avec Maccabi Haïfa dans le championnat israélien. Le 14 novembre 2019, Young a enregistré un record en carrière de 32 points, avec 9/17 au shoot, avec cinq rebonds et trois passes décisives, menant Haïfa à une victoire de 95-83 contre Hapoel Gilboa Galil. Le 22 décembre 2019, Young a égalé son record de carrière de 32 points, tout en tirant 7 points sur 11 à trois points, avec huit rebonds et trois interceptions dans une victoire de 92-60 contre Hapoel Holon. Il a obtenu en moyenne 20,3 points, 5,2 rebonds, 1,9 aide et 1,4 vol par match pour l’équipe. En 2019-2020, il a été le meilleur marqueur de la Israel Basketball Premier League, avec une moyenne de 20,5 points par match.

#### Knicks de Westchester (déc. 2020-mars 2021)
Le 14 décembre 2020, il signe un contrat avec les Knicks de New York. Il est coupé deux jours plus tard et envoyé en G-League chez les Knicks de Westchester, affiliée aux Knicks de New York. Il dispute 14 matches pour une moyenne par match de 11,6 points, 4,6 rebonds, 2,2 passes décisives et  0,9 interceptions.

#### Hapoel Tel-Aviv (mars 2021-janv. 2023)
Le 8 mars 2021, il retourne dans le championnat israélien avec l'Hapoël Tel-Aviv pour la fin de la saison 2020-2021. Il dispute 3 matches pour une moyenne de 13 points, 5 rebonds et 5 passes décisives, ce qui pousse l'Hapoël à resigner James Young pour une saison supplémentaire. Lors de la saison 2021-2022, il obtient des moyennes par match de 16,7 points et 6,3 rebonds en 26 matches de championnat. En juillet 2022, il signe un nouveau contrat d'une saison avec l'Hapoël Tel-Aviv.

#### Kolossos Rhodes (depuis janvier 2023)
En janvier 2023, il rejoint le championnat grec avec les Kolossos Rhodes pour le reste de la saison.

## Clubs successifs
- 2013-2014 :  Wildcats du Kentucky (NCAA)
- 2014-2017 :  Celtics de Boston (NBA)
  - 2014-2016 :  Red Claws du Maine (D-League)
- 2017-janv. 2018 :  Herd du Wisconsin (D-League)
- janv. 2018-mars 2018 :  76ers de Philadelphie (NBA)
  - janv. 2018-mars 2018  :  87ers du Delaware (G-League)
- 2018-janv. 2019 :  Herd du Wisconsin (G-League)
- 2019-2020 :  Maccabi Haïfa (Ligat HaAL)
- déc. 2020-mars 2021 :  Knicks de Westchester (G-League)
- mars 2021-janvier 2023 :  Hapoël Tel-Aviv (Ligat HaAL)
- depuis janvier 2023 :  Kolossos Rhodes (ESAKE A1)

## Palmarès
- Meilleur marqueur du championnat israélien (2020)
- All-SEC Second Team (2014)
- SEC All-Freshman Team (2014)
- McDonald's All-American (2013)

## Statistiques

### Universitaires
Les statistiques de James Young en matchs universitaires sont les suivantes :
| Saison    | Équipe   | Matchs | Titul. | Min./m | % Tir | % 3pts | % LF | Rbds/m. | Pass/m. | Int/m. | Ctr/m. | Pts/m. |
| --------- | -------- | ------ | ------ | ------ | ----- | ------ | ---- | ------- | ------- | ------ | ------ | ------ |
| 2013-2014 | Kentucky | 40     | 39     | 32,4   | 40,7  | 34,9   | 70,6 | 4,28    | 1,68    | 0,75   | 0,20   | 14,32  |
| Carrière  | Carrière | 40     | 39     | 32,4   | 40,7  | 34,9   | 70,6 | 4,28    | 1,68    | 0,75   | 0,20   | 14,32  |

### Professionnels

#### En NBA

##### Saison régulière
| Saison    | Équipe       | Matchs | Titul. | Min./m | % Tir | % 3pts | % LF | Rbds/m. | Pass/m. | Int/m. | Ctr/m. | Pts/m. |
| --------- | ------------ | ------ | ------ | ------ | ----- | ------ | ---- | ------- | ------- | ------ | ------ | ------ |
| 2014-2015 | Boston       | 31     | 0      | 10,7   | 35,3  | 25,8   | 55,2 | 1,4     | 0,4     | 0,3    | 0,1    | 3,4    |
| 2015-2016 | Boston       | 29     | 0      | 6,9    | 30,6  | 23,1   | 25,0 | 0,9     | 0,3     | 0,1    | 0,0    | 1,0    |
| 2016-2017 | Boston       | 29     | 0      | 7,6    | 43,1  | 34,3   | 66,7 | 0,9     | 0,1     | 0,3    | 0,1    | 2,3    |
| 2017-2018 | Philadelphie | 6      | 0      | 10,2   | 35,7  | 30,0   | 66,7 | 0,3     | 0,3     | 0,0    | 0,0    | 2,8    |
| Carrière  | Carrière     | 95     | 0      | 8,5    | 36,7  | 27,7   | 56,3 | 1,0     | 0,3     | 0,3    | 0,1    | 2,3    |

##### En Playoffs
| Saison   | Équipe   | Matchs | Titul. | Min./m | % Tir | % 3pts | % LF | Rbds/m. | Pass/m. | Int/m. | Ctr/m. | Pts/m. |
| -------- | -------- | ------ | ------ | ------ | ----- | ------ | ---- | ------- | ------- | ------ | ------ | ------ |
| 2016     | Boston   | 3      | 0      | 3,5    | 33,3  | 0,0    | 0,0  | 0,0     | 0,0     | 0,0    | 0,0    | 0,7    |
| 2017     | Boston   | 10     | 0      | 3,9    | 33,3  | 35,7   | 0,0  | 0,7     | 0,3     | 0,0    | 0,0    | 1,5    |
| Carrière | Carrière | 13     | 0      | 3,8    | 33,3  | 33,3   | 0,0  | 0,5     | 0,2     | 0,0    | 0,0    | 1,3    |

#### En NBA Gatorade League
Les statistiques de James Young en NBA Gatorade League sont les suivantes :

##### En saison régulière
| Saison    | Équipe      | Matchs | Titul. | Min./m | % Tir | % 3pts | % LF | Rbds/m. | Pass/m. | Int/m. | Ctr/m. | Pts/m. |
| --------- | ----------- | ------ | ------ | ------ | ----- | ------ | ---- | ------- | ------- | ------ | ------ | ------ |
| 2014-2015 | Maine       | 17     | 17     | 32,9   | 46,3  | 44,2   | 76,6 | 4,8     | 2,0     | 1,5    | 0,5    | 21,5   |
| 2015-2016 | Maine       | 14     | 6      | 28,3   | 40,9  | 35,0   | 81,4 | 6,1     | 1,9     | 1,1    | 0,7    | 15,3   |
| 2017-2018 | Wisconsin   | 20     | 20     | 33,4   | 44,7  | 37,3   | 76,5 | 5,6     | 3,0     | 1,4    | 0,5    | 22,3   |
| 2017-2018 | Delaware    | 19     | 18     | 32,8   | 40,5  | 33,1   | 86,7 | 4,6     | 2,4     | 1,4    | 0,4    | 19,1   |
| 2018-2019 | Wisconsin   | 19     | 18     | 31,7   | 42,4  | 42,2   | 81,1 | 5,1     | 2,2     | 1,1    | 0,7    | 18,9   |
| 2020-2021 | Westchester | 14     | 4      | 23,1   | 35,4  | 32,9   | 90,0 | 4,6     | 2,2     | 0,7    | 0,3    | 11,6   |
| Carrière  | Carrière    | 103    | 83     | 30,8   | 42,4  | 37,9   | 81,0 | 5,1     | 2,3     | 1,2    | 0,5    | 18,6   |

##### En Playoffss
| Saison   | Équipe   | Matchs | Titul. | Min./m | % Tir | % 3pts | % LF | Rbds/m. | Pass/m. | Int/m. | Ctr/m. | Pts/m. |
| -------- | -------- | ------ | ------ | ------ | ----- | ------ | ---- | ------- | ------- | ------ | ------ | ------ |
| 2015     | Maine    | 2      | 2      | 41,0   | 38,1  | 33,3   | 75,0 | 8,0     | 2,0     | 0,5    | 0,5    | 14,0   |
| 2016     | Maine    | 2      | 0      | 27,5   | 43,8  | 50,0   | 100  | 2,5     | 2,0     | 0,5    | 0,5    | 11,0   |
| Carrière | Carrière | 4      | 2      | 34,3   | 40,5  | 42,1   | 80,0 | 5,3     | 2,0     | 0,5    | 0,5    | 12,5   |

### Records sur une rencontre en NBA
Les records personnels de James Young en NBA sont les suivants, :
| Type de statistique        | Saison régulière | Saison régulière        | Saison régulière | Playoffs | Playoffs                | Playoffs    |
| Type de statistique        | Record           | Adversaire              | Date             | Record   | Adversaire              | Date        |
| -------------------------- | ---------------- | ----------------------- | ---------------- | -------- | ----------------------- | ----------- |
| Points                     | 13               | Hornets de Charlotte    | 5 janvier 2015   | 6        | Cavaliers de Cleveland  | 25 mai 2017 |
| Paniers marqués            | 5                | 2 fois                  | 2 fois           | 2        | Cavaliers de Cleveland  | 25 mai 2017 |
| Paniers tentés             | 9                | Nuggets de Denver       | 4 février 2015   | 4        | 2 fois                  | 2 fois      |
| Paniers à 3 points réussis | 3                | Hornets de Charlotte    | 5 janvier 2015   | 2        | Cavaliers de Cleveland  | 25 mai 2017 |
| Paniers à 3 points tentés  | 6                | 2 fois                  | 2 fois           | 4        | Cavaliers de Cleveland  | 25 mai 2017 |
| Lancers francs réussis     | 3                | 2 fois                  | 2 fois           | -        | -                       | -           |
| Lancers francs tentés      | 5                | @ Kings de Sacramento   | 20 février 2015  | -        | -                       | -           |
| Rebonds offensifs          | 2                | 3 fois                  | 3 fois           | 1        | @ Wizards de Washington | 4 mai 2017  |
| Rebonds défensifs          | 4                | 2 fois                  | 2 fois           | 3        | Cavaliers de Cleveland  | 25 mai 2017 |
| Rebonds totaux             | 5                | 2 fois                  | 2 fois           | 3        | Cavaliers de Cleveland  | 25 mai 2017 |
| Passes décisives           | 3                | 2 fois                  | 2 fois           | 1        | 3 fois                  | 3 fois      |
| Interceptions              | 3                | Hornets de Charlotte    | 27 février 2015  | -        | -                       | -           |
| Contres                    | 1                | 5 fois                  | 5 fois           | -        | -                       | -           |
| Balles perdues             | 2                | Thunder d'Oklahoma City | 16 mars 2016     | 1        | 2 fois                  | 2 fois      |
| Minutes jouées             | 24               | @ Bucks de Milwaukee    | 15 avril 2015    | 10       | @ Wizards de Washington | 4 mai 2017  |

- Double-double : 0
- Triple-double : 0